# Рогожин, Николай Михайлович
Никола́й Миха́йлович Рого́жин (12 октября 1947, Гюстров, Мекленбург — Передняя Померания, Советская зона оккупации Германии — 29 ноября 2022, Москва) — советский и российский историк, специалист в области истории России XV—XVII веков, источниковедения, истории внешней политики, истории государственных учреждений, социальной и политической истории. Доктор исторических наук (1993), профессор.

## Биография
В 1975 году окончил Московский государственный историко-архивный институт. Ученик В. И. Буганова и Е. В. Чистяковой. В 1983 году защитил в МГИАИ кандидатскую диссертацию «Посольские книги начала XVII в. как исторический источник». С 1975 года работал в Институте истории СССР (ныне ИРИ РАН). В 1993 году, развивая тему кандидатской работы, защитил в ИРИ докторскую диссертацию «Посольские книги конца XV — начала XVII вв.».
С 1998 года — профессор, руководитель Центра истории русского феодализма ИРИ РАН. В 2003—2007 годах — заместитель директора по науке ИРИ. Руководил проектом по созданию информационно-справочной базы данных по посольским книгам XVI—XVII веков.
Преподавал историю России в московских вузах: Московский педагогический государственный университет, Театральный институт имени Бориса Щукина, Российская академия государственной службы, Московский художественный институт имени В. И. Сурикова. Консультант ряда исторических передач на радио и телевидении.
Был научным руководителем при защите 10 кандидатских и одной докторской диссертации, член экспертного совета по отечественной истории ВАК РФ и Учёных советов ИРИ РАН и РГАДА. Заместитель председателя диссертационного совета МПГУ.
Скончался 29 ноября 2022 года. Похороны прошли 5 декабря на Хованском кладбище.

## Основные работы
Монографии
- Посольские книги России конца XV — начала XVII вв. — М.: ИРИ РАН, 1994. — ISBN 5-201-00591-8
- У государевых дел быть указано… / Министерство иностранных дел РФ, Российская академия государственной службы при Президенте РФ, Институт российской истории РАН. — М.: РАГС, 2002. — 284 с. — ISBN 5-7729-0135-4
- Посольский приказ: Колыбель российской дипломатии. — М.: Международные отношения, 2003. — ISBN 5-7133-1149-X
- Российское государство от истоков до XIX века: территория и власть. — М.: РОССПЭН, 2012. — ISBN 978-5-8243-1724-4

Публикации источников
- England and the North: The Russian Embassy of 1613—1614. Philadelphia, совместно с Йельским университетом, 1994 (в соавт.)
- Посольская книга по связям России с Англией 1614—1617 гг. / Институт российской истории РАН, 2006. — ISBN 5-8055-0169-4
- Посольские книги по связям России с Грецией (1588—1594)
- Посольские книги по связям России с Молдавией (1684, 1690—1691)
- Посольские книги по связям России с Ногайской Ордой (1489—1549)
- Боярская книга 1658 года. / Институт российской истории РАН, 2004. — ISBN 5-8055-0137-6 — Тираж 300 экз. (редактор)
- Боярские книги (1627, 1639, 1659)
- Разрядная книга 1475—1605. Т. 4. Ч. 2. Памятники исторической мысли. / Институт российской истории РАН, 2003. — ISBN 5-88451-132-9 — Тираж 800 экз. (один из редакторов)
- Обзор посольских книг из фондов-коллекций, хранящихся в РГАДА (конец XV — начало XVIII в.)

Научно-популярные издания
- Автократова М. И., Буганов В. И. Сокровищница документов прошлого. — М.: Советская Россия, 1986.
- Столетье безумно и мудро. — М.: Молодая гвардия, 1986. — (История Отечества в романах, повестях, документах. Век XVIII). — Тираж 200000 экз. (сост.)
- Око всей великой России. — М.: Международные отношения, 1989. — (Из истории дипломатии) — ISBN 5-7133-0059-5 — Тираж 50000 экз. (в соавт.)
- Проезжая по Московии. — М.: Международные отношения, 1991. — (Россия в мемуарах дипломатов) — ISBN 5-7133-0353-5 — Тираж 25000 экз. (сост.)
- Платонов С. Ф. Русская история. — М.: Русское слово; Плава, 1995. — ISBN 5-7233-0128-4 (сост.)
- Иловайский Д. Краткие очерки Русской истории. — Саратов: Детская книга, 1996. — ISBN 5-8270-0167-8 (сост.)
- Живописный Карамзин, или Русская история в картинах. — Саратов: Детская книга, 1995. — ISBN 5-8270-0122-8 (сост.)
- Энциклопедия для детей. Т. 5. История России. Ч. 1. От древних славян до Петра Великого. М.: Мир энциклопедий Аванта+, 2009. — ISBN 5-98986-087-0 ; 5-98986-015-3 ; 5-98986-209-2 — Тираж 10000 экз. (Один из редакторов)

Учебные пособия
- Сахаров А., Виноградов А., Кобзарева Е., Санин Г., Рогожин Н. История внешней политики России. Конец XV—XVII вв. — М.: Международные отношения, 1999. — ISBN 5-7133-0961-4 — Тираж 2500 экз.
- История государственного управления в России. / Под общ. ред. Р. Г. Пихои. — М.: РАГС, 2001.
- Кузьмин А. Г., Лачаева М. Ю., Рогожин Н. М., Шикло А. Е., Воронин И. А., Клименко А. В., Мамаева Ю. А., Кирсанов С. А. под. ред. М. Ю. Лачаевой. Историография истории России до 1917 года. В 2-х тт. — М.: Владос, 2003—2004. — ISBN 5-691-00953-2 ; 5-691-00999-0 — Тираж 15000 экз.
- Пашков Б. Г. История государственности России. — М.: Книжный союз, 2009. — ISBN 978-5-901001-11-0
- Государственность России: идеи, люди, символы. / А. И. Аксёнов и др.; сост. и науч. ред. Р. Г. Пихоя. — М.: РОССПЭН, 2008. — ISBN 978-5-8243-1074-3
- Камынин В. Д., Рогожин Н. М., Чернобаев А. А., Шикло А. Е. Русская историография XI — начала XXI века. — М.: Высшая школа, 2010. — ISBN 978-5-06-005864-2 — Тираж 2000 экз.
- Историография истории России / Под ред. А. А. Чернобаева. Базовый курс. — М.: Юрайт, 2014. — ISBN 978-5-9916-3303-1

статьи
- Рогожин Н. М. Диалог вероисповеданий в дипломатии средневековой Руси // Древняя Русь. Вопросы медиевистики. 2000. № 1. С. 40—50.
- Буганов, Виктор Иванович : [арх. 15 июня 2024] / Рогожин Н. М. // Большой Кавказ — Великий канал. — М. : Большая российская энциклопедия, 2006. — С. 286—287. — (Большая российская энциклопедия : [в 35 т.] / гл. ред. Ю. С. Осипов ; 2004—2017, т. 4). — ISBN 5-85270-333-8.